# الیمستان
اَلیمستان ، روستایی توریستی است از توابع بخش مرکزی آمل در استان مازندران، ایران قرار دارد که به طلای سبز ایران مشهور است. بافت جنگلی الیمستان قسمتی از قدیمی‌ترین و زیباترین جنگل‌های هیرکانی است که بیشتر از ۵۰ میلیون سال قدمت دارند.جنگل هیرکانی الیمستان بخشی از منطقه حفاظت شده الیمستان است که مساحتی معادل ۴۰۰ هکتار را دارا می‌باشد که طیف وسیعی از رویشگاه‌های کوهستانی، جنگلی، صخره‌ای، رودخانه‌ای و مرتعی در منطقه را شامل می‌شود.

## جمعیت
این روستا براساس آخرین سرشماری مرکز آمار ایران که در سال ۱۳۸۵ صورت گرفته، جمعیت آن ۱۸ نفر (۷ خانوار) بوده‌است. مردم الیمستان از قومیت طبری هستند که ریشه آن به قوم آمارد و قوم تپوری می‌رسد. مردم الیمستان به زبان طبری (مازندرانی) و گویش آملی سخن میگویند.

## نام
یکی از زیباترین مناظر را در فصول بهار و تابستان به گردش گران و طبیعت دوستان نوید می‌دهد.این منطقه به طلای سبز ایران مشهور است و دارای مه غلیظ و جنگل‌های سرسبز و انبوه می‌باشد.این جنگلها محل رویش گیاه "الیما" ست که دراردیبهشت ماه رشد می‌کند که نام جنگل الیمستان نیز برگرفته از آن می‌باشد.

## جاذبه‌های گردشگری

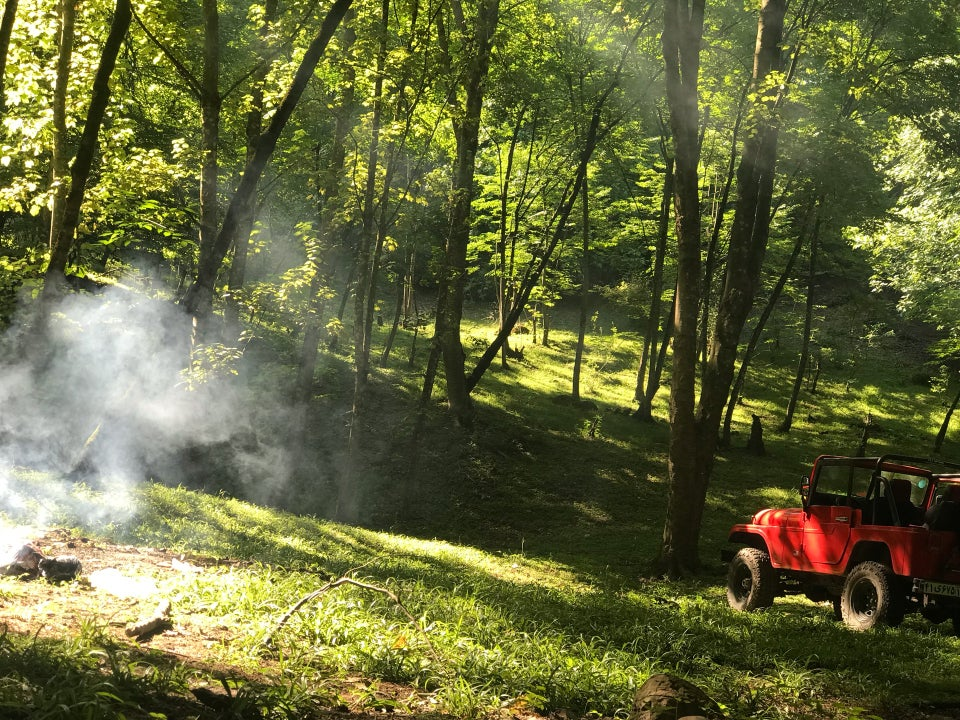
جنگل الیمستان

الیمستان یکی از مناطق توریستی ایران در آمل است که تورهای زیادی از جوانان برای تفریج و سفر به دل طبیعت الیمستان می زنند این منطقه نگاه عکاسان داخلی و خارجی راه هم به خود جذب کرده و طبیعت بکر و زیبایی جنگلها و مراتع و سر سبزی آن وصف نشدنیست، ارتفاع زیاد جنگل از سطح دریا، پایین بودن دما در فصل گرما و وجود چشمه‌ سارهای فراوان و پوشش جنگلی متنوع و دشت‌ها و آب زلال و اسب‌های زیبا از شاخصه‌های این جنگل است.آب مردم آن از چشمه تأمین می‌شود و محصول آن غلات، لبنیات و عسل است. اما از همه این‌ها گذشته، قله الیمستان هم یکی دیگر از جاذبه‌های این روستا است که در زمستان و بهار کوهنوردان زیادی را به خود جذب می‌کند. قله‌ای که حدود ۲۵۱۰ متر ارتفاع دارد و یکی از بهترین گزینه‌های کوهنوردی در زمستان به‌شمار می‌رود. اگر اهل کوهنوردی باشید، این قله با تمام جاذبه‌های طبیعی اطرافش بهترین گزینه سفر کوهنوردی شما به‌شمار خواهد رفت. در کل مسیر دامنه شرقی، قله دماوند در پیش چشمان ما است و هر لحظه با شما حرکت می‌کند. اما شاید از همه جالب تر منطقه نقش پای رستم باشد که تعجب همه کوهنوردان را بر می انگیزد. نرسیده به قله جای دو شهاب سنگ بزرگ دیده می‌شود که حفره‌هایی به عمق ۱۰ متر ایجاد کرده‌اند. بومیان منطقه افسانه‌ای زیبا برای این چاله‌ها دارند. آن‌ها معتقدند این گودال‌ها جای زانوهای رستم است که در این منطقه زانو زده و از آب دریا نوشیده است.دورنمای بی‌نظیر قله دماوند، مناظر زیبای جنگلی با پوشش دشت‌های پر گل، منطقه را به مکانی مجذوب‌کننده تبدیل کرده‌است. قبل از رسیدن به جنگل، در ابتدای ورود به الیمستان روستایی قرار دارد که لهاش نامیده می‌شود که در کوهستانی معتدل و مرطوب واقع شده‌است. از انتهای روستا اولین نشانه‌های جنگل دیده می‌شود. روستای لهاش و منطقه الیمستان، یکی از بکرترین مناطق شمالی کشور بوده که آب مورد نیاز مردم از چشمه‌های موجود در کوهستان تأمین می‌شود. بیشتر ساکنان روستا، زراعت و دامداری می‌کنند و عده‌ای هم به تولید صنایع دستی و شالبافی مشغولند. محصول اصلی آنان، غلات، لبنیات و عسل است. یکی دیگر از جاذبه‌های جنگل الیمستان، زرشک کوه می‌باشد که در بهار و زمستان کوهنوردان بسیاری را به خود جذب می‌کند. اما از همه جالب تر، منطقه نقش پای رستم می‌باشد که حفره‌هایی به عمق ۱۰ متر دارد و به اعتقاد بومیان منطقه، این حفره‌ها جای زانوهای رستم دستان است که در این منطقه زانو زده تا از آب چشمه بنوشد. در کل این جنگل منطقه‌ای است که با هوای خنک و مه آلود خود بهترین محل برای پیاده روی و لذت بردن از جاذبه‌های زیبایش می‌باشد. و دورنمای زیبای قله دماوند هم به زیبایی‌های الیمستان افزوده است.الیمستان ، تلفیقی از مه و جنگل و آرامش است.